# Joe Davis
Joe Davis (Whitwell, Derbyshire, 15 de abril de 1901 - Hampshire, 11 de agosto de 1978) fue un jugador profesional británico de billar y snooker. Entre 1926 y 1934 disputó ocho finales del Campeonato del Mundo de Billar, de las cuales resultó victorioso en cuatro, y además, desde 1927 hasta 1946, ganó quince ediciones del Campeonato Mundial de Snooker, competición que él mismo impulsó. En 1963 recibió el título de Oficial de la Orden del Imperio Británico (OBE en inglés). Su hermano Fred Davis también fue campeón mundial de billar y snooker. Mientras presenciaba un encuentro de Fred por el Campeonato del Mundo de Snooker de 1978, Joe Davis tuvo una crisis de salud y finalmente murió dos meses más tarde.

## Trayectoria
Pese a que su padre deseaba que practicara boxeo, se convirtió en un jugador profesional de billar a la edad de 18 años, cinco años después de que ganó el Campeonato de Chesterfield. Se rumoreó al comienzo de su carrera que usaba una caja para alcanzar la mesa. En lo que respecta a su estilo, destacó por la búsqueda de nuevas jugadas que rompieran el orden inicial de las bolas.  Davis realizó exhibiciones con espejos para que sus encuentros se apreciaran en mejor forma. Una encuesta realizada por News of the World en 1946 le eligió el tercer deportista de Inglaterra. Aunque a esas alturas ya se había retirado de los campeonatos mundiales de snooker, en 1955 Davis consiguió el primer 147, el break máximo, reconocido oficialmente de la historia.

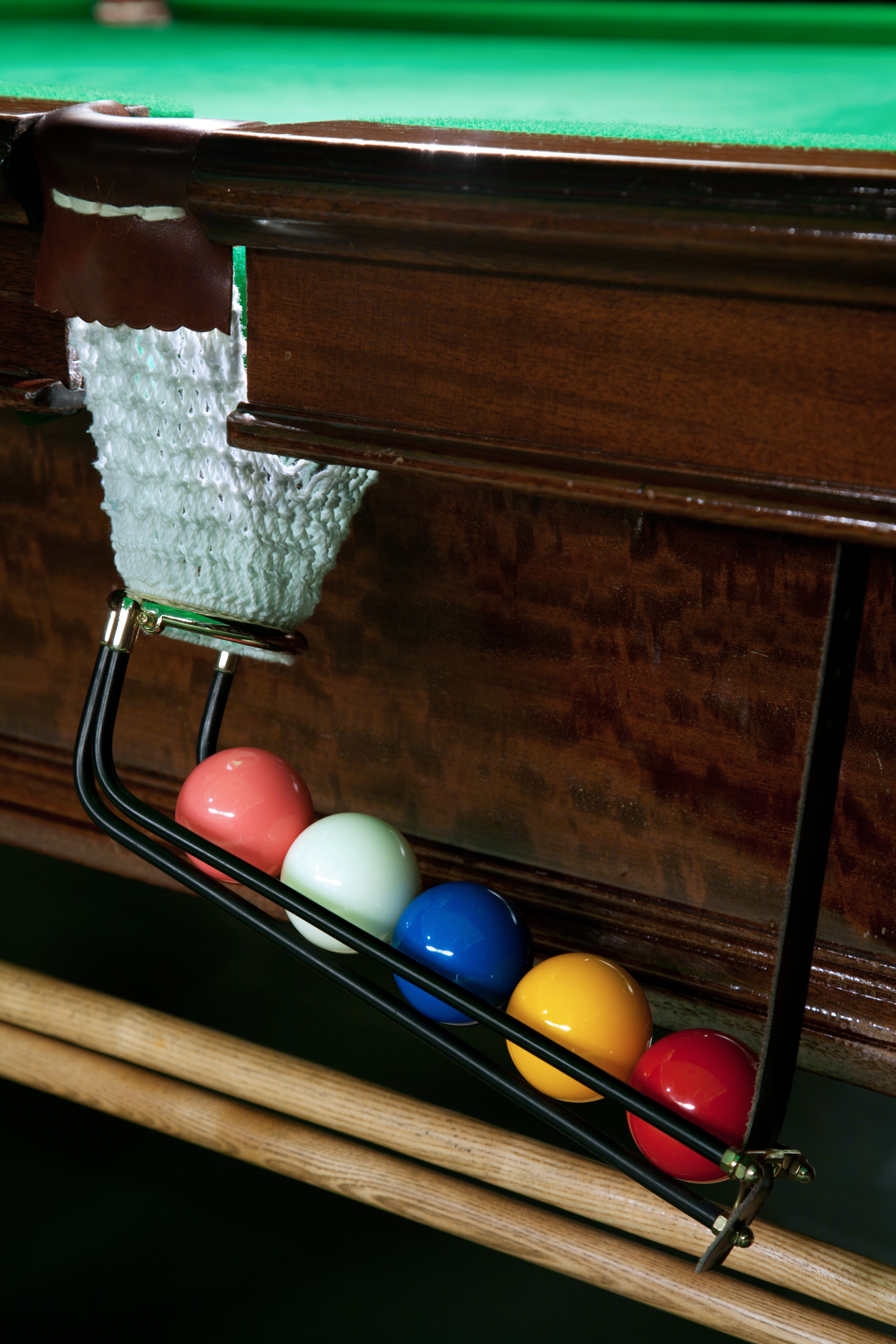
La fama de Joe Davis contribuyó a la difusión del snooker.

Décadas después de su muerte, Joe Davis fue acusado de coartar el desarrollo de otros jugadores, específicamente de Pat Houlihan, a causa de sus antecedentes penales, y de Alex Higgins. A pesar de que oficialmente solo perdió cuatro partidos de snooker, incluyendo la final del Campeonato News of the World contra su hermano Fred en 1959, Houlihan, que acostumbraba jugar a puertas cerradas, sostuvo que de cinco partidos disputados él había ganado cuatro y Davis uno.

## Billar
En 1926 llegó a su primera final del Campeonato del Mundo de Billar, pero no tuvo éxito contra el campeón defensor Tom Newman. Llegó a la final de nuevo al año siguiente y fue subcampeón otra vez contra el mismo oponente. La tercera oportunidad fue la vencida para Davis al derrotar a Newman en 1928 para convertirse en campeón del mundo por primera vez. Retuvo su título en los siguientes tres años enfrentando a Newman de nuevo en 1929 y 1930 y al neozelandés Clark McConachy en 1932. Él disputó la final dos veces más en 1933 y 1934 perdiendo en ambas ocasiones ante Walter Lindrum de Australia.

### Títulos mundiales
| Año  | Ganador   | Finalista       | Marcador      |
| ---- | --------- | --------------- | ------------- |
| 1928 | Joe Davis | Tom Newman      | 16 000–14 874 |
| 1929 | Joe Davis | Tom Newman      | 18 000–17 219 |
| 1930 | Joe Davis | Tom Newman      | 20 198–20 117 |
| 1932 | Joe Davis | Clark McConachy | 25 161–19 259 |

### Finales
| Año  | Ganador        | Finalista | Marcador      |
| ---- | -------------- | --------- | ------------- |
| 1926 | Tom Newman     | Joe Davis | 16 000–9 505  |
| 1927 | Tom Newman     | Joe Davis | 16 000–14 763 |
| 1933 | Walter Lindrum | Joe Davis | 21 815–21 121 |
| 1934 | Walter Lindrum | Joe Davis | 23 553–22 678 |

## Snooker
Coincidiendo con su rendimiento máximo como jugador de billar, los intereses de Davis se ampliaron y ayudó a organizar el Campeonato Mundial de Snooker por primera vez en 1927, torneo que ganó superando a Tom Dennis 20-10. Tras su victoria recibió seis libras esterlinas y diez chelines. A partir de ese año fue imbatible en la misma competencia hasta 1940, año en que derrotó a su hermano Fred Davis, que temporadas después también llegó a consagrarse como un múltiple campeón mundial. Tras el estallido de la Segunda Guerra Mundial el Campeonato del Mundo no se llevó a cabo durante los próximos cinco años. En la reanudación, en 1946, Davis defendió su título obteniendo su decimoquinta victoria consecutiva y así retuvo el campeonato por casi veinte años. En la historia de ese deporte, Davis ha sido reconocido como uno de los deportistas que le dieron a conocer. Desde 1927 hasta 1969, año en que comenzó una nueva era del snooker, ningún otro jugador ganó más campeonatos del mundo. Después de su triunfo en 1946 se retiró del máximo evento convirtiéndose en el único jugador invicto en la historia de los campeonatos mundiales.

### Títulos mundiales
| Año  | Ganador   | Finalista       | Marcador | Lugar                            |
| ---- | --------- | --------------- | -------- | -------------------------------- |
| 1927 | Joe Davis | Tom Dennis      | 20–11    | Camkins Hall, Birmingham         |
| 1928 | Joe Davis | Fred Lawrence   | 16–13    | Camkins Hall, Birmingham         |
| 1929 | Joe Davis | Tom Dennis      | 19–14    | Camkins Hall, Nottingham         |
| 1930 | Joe Davis | Tom Dennis      | 25–12    | Thurston’s Hall, Londres         |
| 1931 | Joe Davis | Tom Dennis      | 25–21    | Lounge Billiard Hall, Nottingham |
| 1932 | Joe Davis | Clark McConachy | 30–19    | Thurston’s Hall, Londres         |
| 1933 | Joe Davis | Willie Smith    | 25–18    | Billiards Centre, Chesterfield   |
| 1934 | Joe Davis | Tom Newman      | 25–23    | Lounge Billiard Hall, Nottingham |
| 1935 | Joe Davis | Willie Smith    | 25–20    | Thurston’s Hall, Londres         |
| 1936 | Joe Davis | Horace Lindrum  | 34–27    | Thurston’s Hall, Londres         |
| 1937 | Joe Davis | Horace Lindrum  | 32–29    | Thurston’s Hall, Londres         |
| 1938 | Joe Davis | Sidney Smith    | 37–24    | Thurston’s Hall, Londres         |
| 1939 | Joe Davis | Sidney Smith    | 43–30    | Thurston’s Hall, Londres         |
| 1940 | Joe Davis | Fred Davis      | 37–36    | Thurston’s Hall, Londres         |
| 1946 | Joe Davis | Horace Lindrum  | 78–67    | Horticultural Hall, Londres      |

## Campeonato News of the World
En la década del 1950 demostró que seguía siendo el rival a vencer, durante esos años ganó tres veces el Campeonato News of the World (torneo de snooker por invitación), y se convirtió en finalista en otras tres ocasiones. Sus rivales más empecinados fueron su hermano Fred y el entonces futuro campeón del mundo John Pulman, ambos obtuvieron dos títulos y le derrotaron en una final. Continuó jugando profesionalmente hasta 1964. En 1976, Davis escribió que había cumplido su promesa de retirarse y que nunca había dudado de eso.

### Títulos
| Año  | Ganador   | Finalista    | Lugar                          |
| ---- | --------- | ------------ | ------------------------------ |
| 1950 | Joe Davis | Sidney Smith | Leicester Square Hall, Londres |
| 1953 | Joe Davis | Jackie Rea   | Leicester Square Hall, Londres |
| 1956 | Joe Davis | Fred Davis   | Camkins Hall, Londres          |

### Finales
| Año  | Ganador     | Finalista | Lugar                          |
| ---- | ----------- | --------- | ------------------------------ |
| 1954 | John Pulman | Joe Davis | Leicester Square Hall, Londres |
| 1955 | Jackie Rea  | Joe Davis | Leicester Square Hall, Londres |
| 1959 | Fred Davis  | Joe Davis | Leicester Square Hall, Londres |

## Otros torneos
Además de los campeonatos mundiales y el News of the World, Davis obtuvo otros títulos en torneos por invitación de snooker a lo largo de su trayectoria. La Daily Mail Gold Cup en 1936-1937 y 1937-1938 ante Horace Lindrum y Willie Smith respectivamente; y el torneo Sunday Empire News en 1948-1949 frente a John Pulman.

### Daily Mail Gold Cup
| Año       | Ganador   | Finalista      |
| --------- | --------- | -------------- |
| 1936-1937 | Joe Davis | Horace Lindrum |
| 1937-1938 | Joe Davis | Willie Smith   |

### Torneo Sunday Empire News
| Año       | Ganador   | Finalista   |
| --------- | --------- | ----------- |
| 1948-1949 | Joe Davis | John Pulman |

El libro The CueSport Book of Professional Snooker (2004), de Eric Hayton, revela que Davis ganó además el campeonato Sporting Record en 1950-1951.

## Fallecimiento
Joe Davis colapsó mientras observaba la semifinal del Campeonato Mundial de Snooker de 1978 entre su hermano Fred y Perrie Mans, disputada en el Teatro Crucible de Sheffield, encuentro que finalmente favoreció 18-16 a Mans. Según testimonios de la época, seguía atentamente cada punto disputado en el encuentro y fue una mala jugada de Fred la que provocó el desbarajuste, incidente conocido como «la bola que mató a Joe Davis». En su libro Black farce and cue ball wizards (2007), el periodista Clive Everton comentó que Davis fue operado tras el partido. Dos meses después, Joe Davis falleció en Hampshire, el 11 de agosto de 1978, a la edad de 77 años.

## Reconocimientos

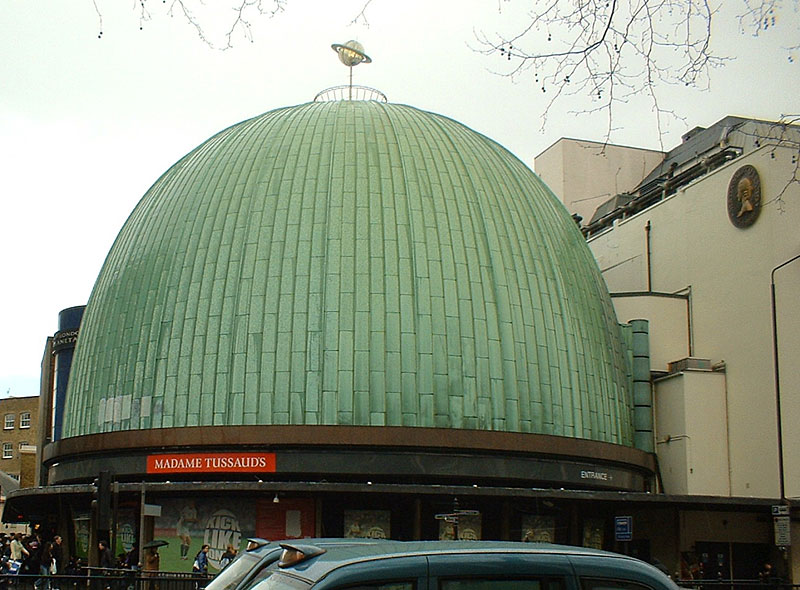
Museo Madame Tussauds.

Por su rol en la difusión de ese deporte, Davis pasó a la posteridad para una parte de la prensa inglesa como el «Padre del snooker moderno». Se le ha situado junto a referentes del snooker como Stephen Hendry, Ronnie O'Sullivan y John Pulman. El comentarista deportivo Ted Lowe (1920-2011), denominado la voz del snooker por sus relatos, confesó que consideraba a Joe Davis un dios, y le intimidaba en tal forma que en un encuentro de Davis en los años 1940 susurró para que éste no le escuchara.
Steve Davis, nacido en 1957, seis veces campeón mundial de snooker, y sin relación familiar con Joe, reconoció que gran parte de sus conocimientos deportivos provenían del libro How I play snooker, escrito por Joe Davis. Además de ese texto, Joe Davis escribió Advanced snooker for the average player, Improve your snooker y Complete snooker. El Museo Madame Tussauds posee una estatua con su imagen.

«Joe Davis fue un artista completo y estoy seguro de que habría sido capaz de enfrentar a los fantásticos artesanos que tenemos en el juego actual», Ted Lowe.